# 陜川警察署
陜川警察署（ハプチョンけいさつしょ）は、慶南地方警察庁所管の警察署である。

## 管轄区域
- 陜川郡

## 沿革
- 1945年10月21日 - 国立警察発足
- 1981年12月22日 - 現在の庁舎が完成

## 組織
- 警務課
- 生活安全交通課
- 捜査課
- 情報保安課

## 管轄地区隊
- 東部地区隊

## 管轄派出所
- 中部派出所
- 三嘉派出所
- 伽倻派出所
- 冶爐派出所
- 鳳山派出所
- 大并派出所

## 管轄治安センター
- 青徳治安センター
- 双冊治安センター
- 赤中治安センター
- 徳谷治安センター
- 栗谷治安センター
- 大陽治安センター
- 龍洲治安センター
- 双栢治安センター
- 海印治安センター
- 妙山治安センター
- 佳会治安センター